# Valleymount
Valleymount est un village du Comté de Wicklow en Irlande.
Il est situé à 198 m d'altitude, sur la route régionale  R758, au sud-ouest de Dublin, sur une presqu'île du fleuve Liffey.

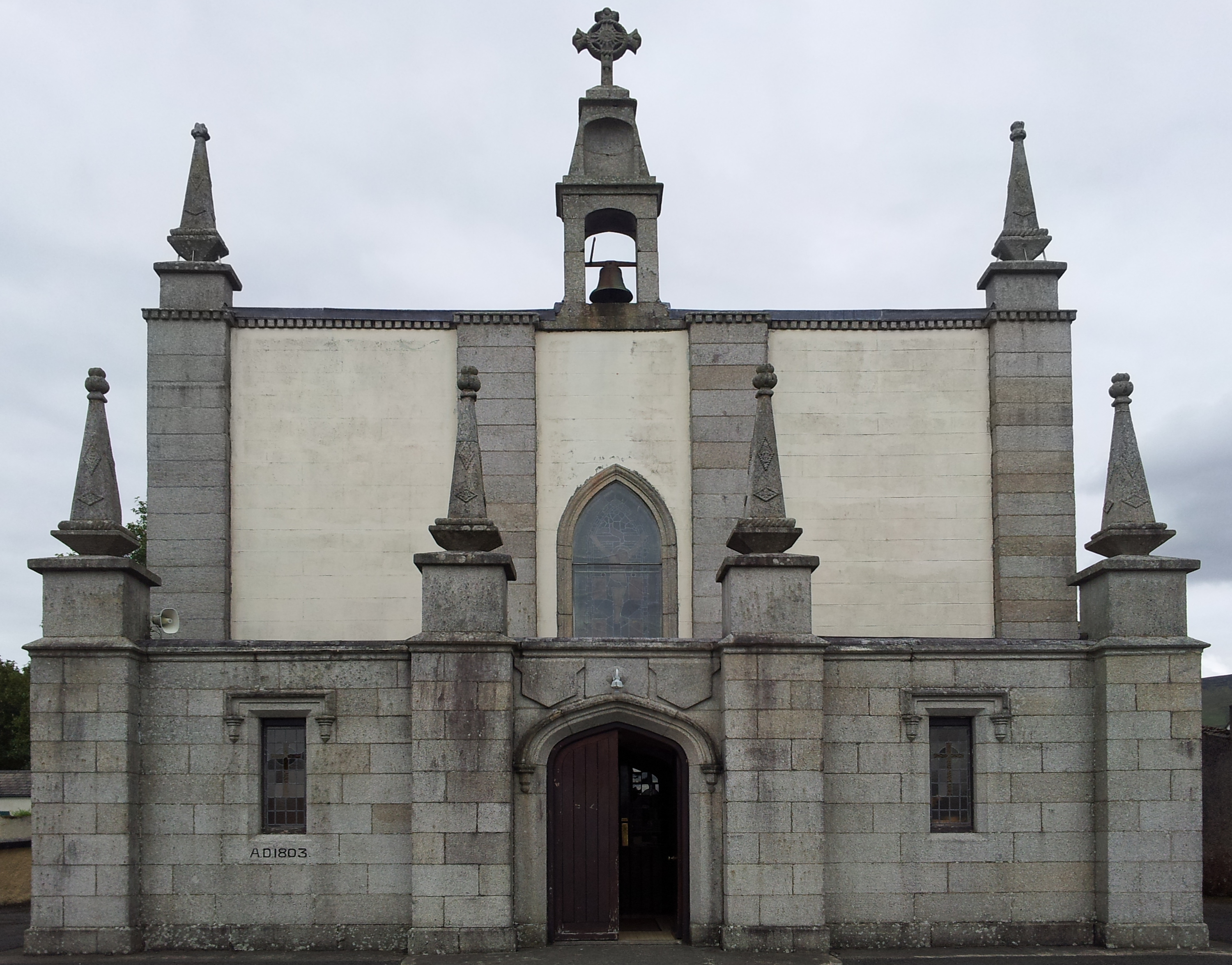
Église St Joseph de Valleymount

Il est relié à Dublin par autobus.

## Culture populaire
Plusieurs films ou scènes de films ont été tournés à Valleymount ou ses environs:
- The Outcasts (1982)[1]
- Parfum de scandale (Widows' Peak) en 1994, avec Mia Farrow, Joan Plowright et Natasha Richardson[2]
- Braveheart (1995) avec Mel Gibson[1]
- This Is My Father (1998) avec Aidan Quinn et James Caan[1]
- P.S. I Love You (2007) avec Hilary Swank